# 三记号

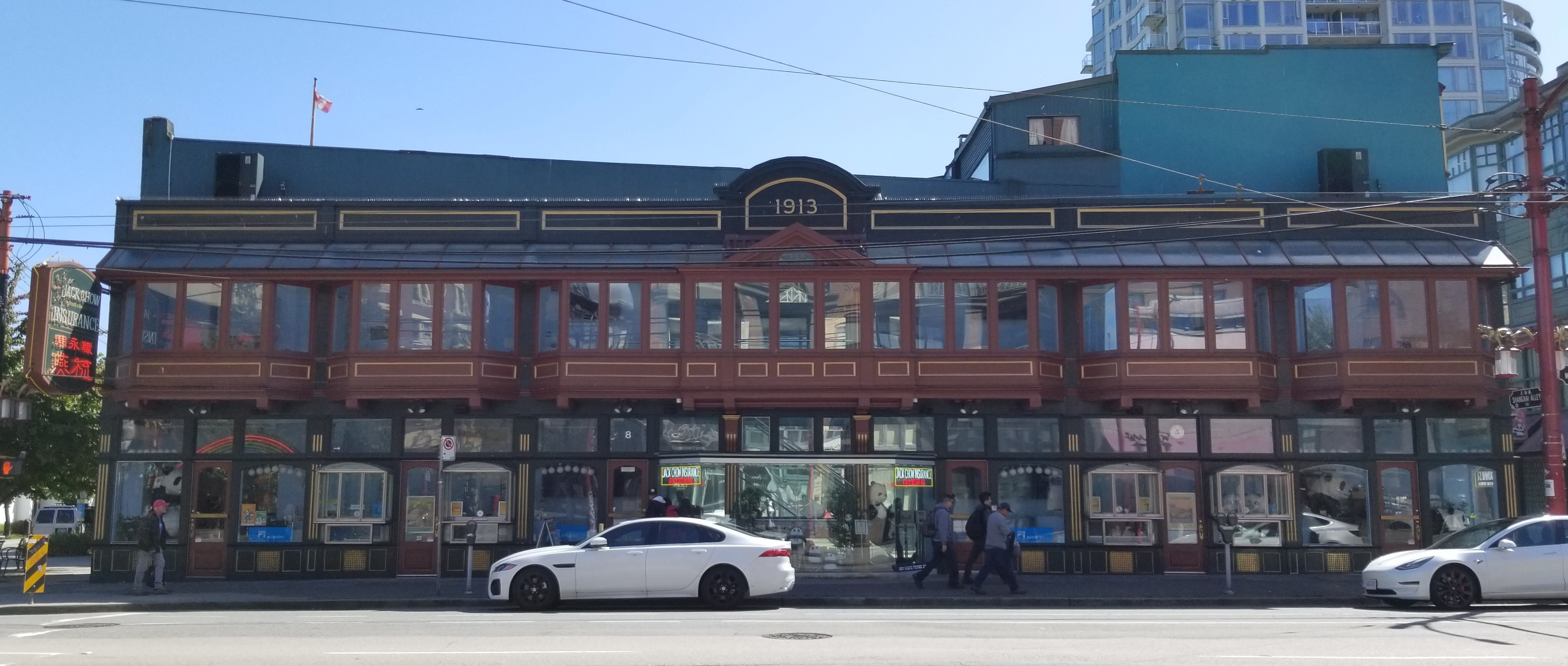
三记号大楼全貌

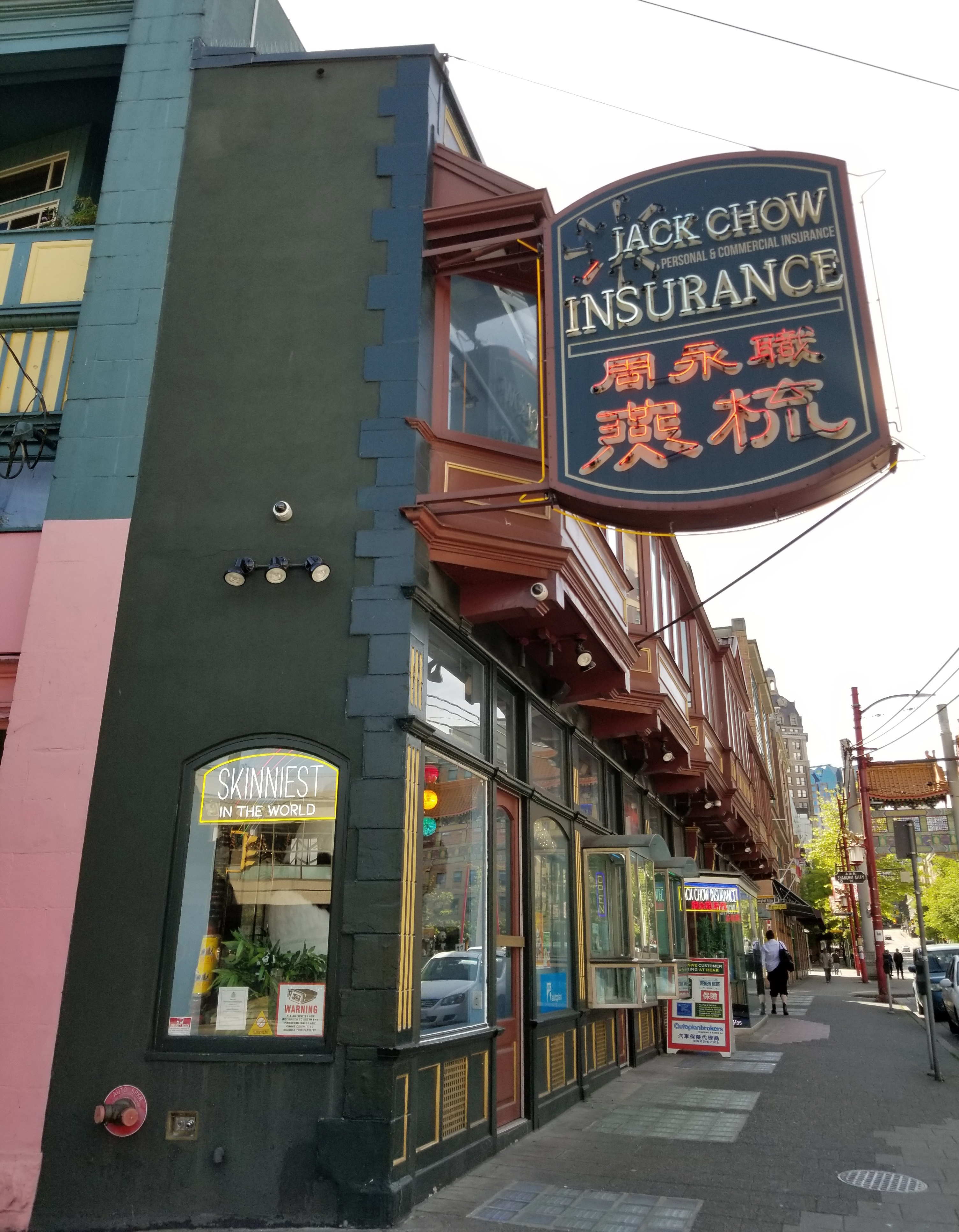
绿色油漆标识了整个建筑的厚度

三记号大楼（英語：Sam Kee Building）位于加拿大不列颠哥伦比亚省温哥华市中心華埠片打西街（West Pender Street）8号，是吉尼斯世界纪录大全认定的“世界上最薄的建筑”。